# Llau dels Avellaners (Cellers)
La Llau dels Avellaners és una llau del terme municipal de Castell de Mur, dins de l'antic terme de Guàrdia de Tremp, en territori del poble de Cellers.
Es troba a la part central de l'extrem sud del terme municipal, al vessant nord de la Serra del Montsec, emmarcada a ponent per la Serra dels Avellaners i a llevant per la Serra de la Mata Negra.